# Crustoderma gigacystidium
Crustoderma gigacystidium är en svampart som beskrevs av Gilb. & Hemmes 2001. Crustoderma gigacystidium ingår i släktet Crustoderma och familjen Meruliaceae.   Inga underarter finns listade i Catalogue of Life.